# María Luisa Calle
María Luisa Calle Williams (* 3. Oktober 1968 in Medellín) ist eine ehemalige kolumbianische Radrennfahrerin, die auf Straße und Bahn gleichermaßen stark ist.

## Sportliche Laufbahn
1999 wurde María Luisa Calle Williams, Tochter eines Engländers und einer Kolumbianerin, erstmals Kolumbianische Meisterin auf der Straße, 2002 sowie 2007 gewann sie den nationalen Titel im Einzelzeitfahren. Ebenfalls 1999 errang sie bei den Panamerikanischen Spielen die Bronzemedaille im Punktefahren sowie die Silbermedaille im Punktefahren. 2007 siegte sie bei den Panamerikanischen Spielen in Rio de Janeiro in der Einerverfolgung und wurde Zweite im Punktefahren.

### Olympische Sommerspiele 2004
Bei den Olympischen Spielen 2004 in Athen errang María Luisa Calle die Bronzemedaille im Punktefahren und war damit die erste Kolumbianerin, die im Radsport eine Olympiamedaille gewann. Bei ihren Olympiateilnahmen 2000 in Sydney und 2008 blieb sie ohne Medaillenerfolg.
Nach einem positiven Dopingtest auf das Stimulanzmittel Heptaminol musste Calle ihre Bronzemedaille von den Olympischen Spielen 2004 in Athen zurückgeben. Wegen eines Formfehlers hob der Internationale Sportgerichtshof im Oktober 2005 die Disqualifikation auf und verfügte die erneute Zuerkennung der Medaille.
Calles größter Erfolg war der Gewinn des Weltmeistertitels 2006 in Bordeaux im Scratch; im Jahr darauf wurde sie in dieser Disziplin Vize-Weltmeisterin bei den Titelkämpfen in Palma.
2010 belegte María Luisa Calle Williams den ersten Platz im Einzelzeitfahren bei den Südamerikaspielen in ihrer Heimatstadt Medellín und wurde Dritte im Straßenrennen.

### Dopingsperre 2015
Zehn Jahre später 2015 gab es nach ihrer Teilnahme an der Mannschaftsverfolgung der Panamerikanischen Spiele in Toronto wiederum einen positiven Dopingtest. Daraufhin ging sie nicht an den Start der Einerverfolgung, um ihren Titel zu verteidigen. Sie wurde wegen Dopings für vier Jahre gesperrt.
Im August 2019 nach Auflauf der Sperre startete die 50-Jährige wieder beim dritten kolumbianischen Pokal in Medellín.

## Erfolge

### Bahn
2004
- Olympische Spiele – Punktefahren

2005
- Panamerikameisterin – Einerverfolgung

2006
- Weltmeisterin – Scratch

2007
- Weltmeisterschaft – Scratch
- Panamerikameisterin – Einerverfolgung

2011
- Panamerikaspiele 2011 – Mannschaftsverfolgung (mit Serika Gulumá und Lorena Vargas)

2012
- Panamerikameisterin – Einerverfolgung

2013
- Panamerikameisterschaft – Punktefahren, Mannschaftsverfolgung (mit Serika Gulumá und Jannie Milena)

2015
- Zentralamerika- und Karibikspiele – Einerverfolgung

### Straße
1999
- Kolumbianische Meisterin – Straßenrennen

2001
- Panamerikameisterin – Einzelzeitfahren

2002
- Kolumbianische Meisterin – Einzelzeitfahren

2006
- Zentralamerika- und Karibikspielesiegerin – Einzelzeitfahren

2007
- Kolumbianische Meisterin – Einzelzeitfahren

2010
- Südamerikaspielesiegerin – Einzelzeitfahren
- Südamerikaspiele – Straßenrennen

2011
- Panamerikaspiele 2011 – Einzelzeitfahren
- Kolumbianische Meisterin – Einzelzeitfahren

2012
- Kolumbianische Meisterin – Einzelzeitfahren

2014
- Zentralamerika- und Karibikspiele – Einzelzeitfahren
- Südamerikaspiele – Einzelzeitfahren